# Jerevanský automobilový závod
Jerevanský automobilový závod (arménsky Երևանի ավտոմոբիլային գործարան, rusky Ереванский Автомобильный Завод, zkratka JerAZ nebo ErAZ) byl výrobce dodávkových automobilů a minibusů se sídlem v Jerevanu. Firma byla jediným arménským výrobcem automobilů. Vznikla v roce 1964 jako sovětský státní podnik, v roce 2002 na sebe podala insolvenční návrh a v roce 2004 zanikla.

## Historie

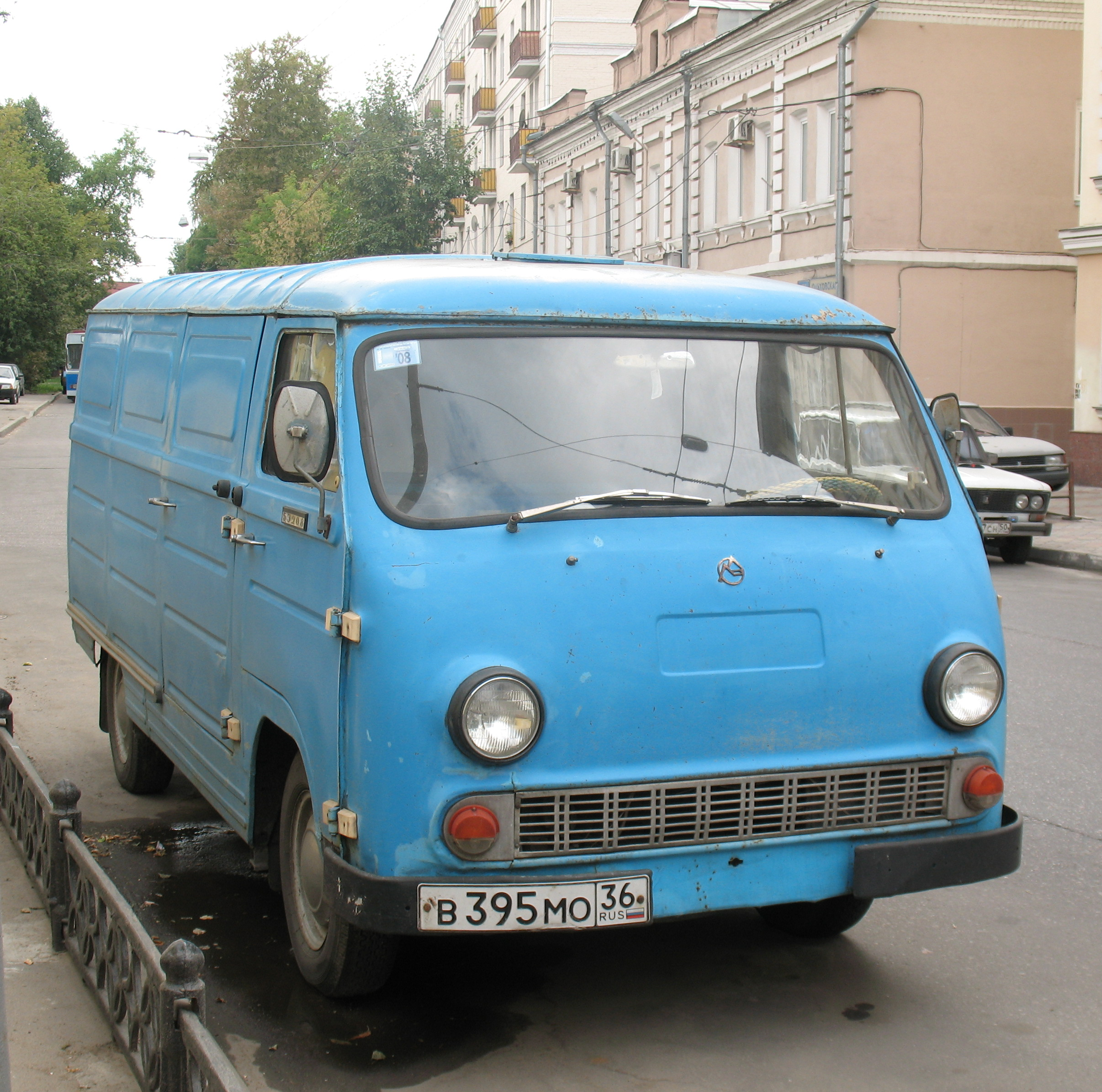
JerAZ-762 (srpen 2007)

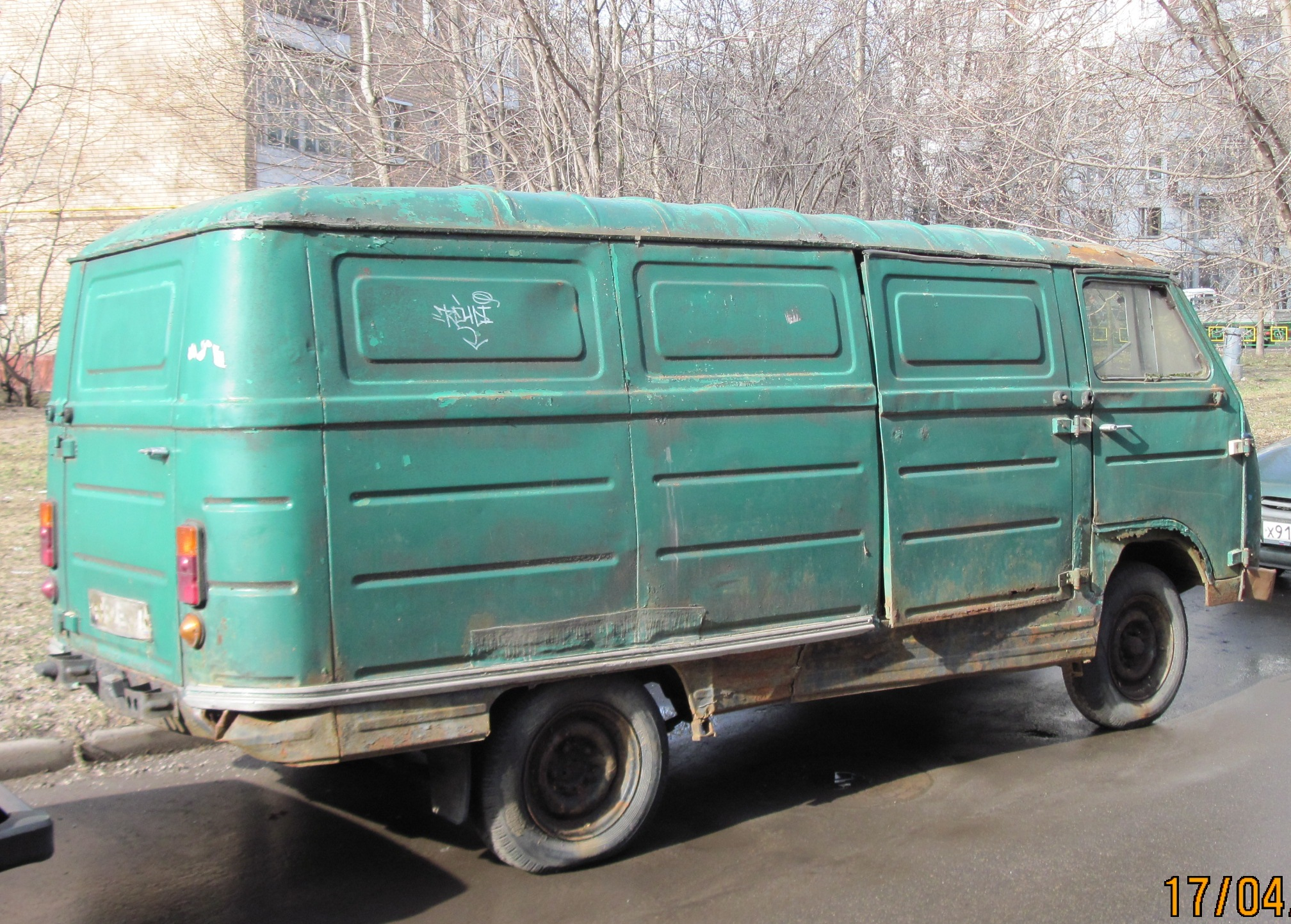
JerAZ-762 (2012)

Na místě továrny JerAZ stál původně podnik vyrábějící vysokozdvižné vozíky. Podle výnosu Nejvyššího sovětu Arménské sovětské socialistické republiky № 1084 z 31. prosince 1964 měla být založena továrna vyrábějící v licenci dodávkové automobily s užitečným zatížením od 800 do 1000 kilogramů. Nápomocen měl být Minavtoprom, sovětská agentura odpovědná za automobilový průmysl. 10. září získal podnik oficiálně název Jerevanský automobilový závod.
Příprava k výrobě započala v roce 1965 školením 66 pracovníků v Uljanovském automobilním závodě v Rusku a Rižském autobusovém závodě v Lotyšské SSR. V dubnu 1966 vznikly první dva prototypy malých dodávek na bázi vozu RAF-977 vyráběného v Rize, do prosince vzniklo 36 vozidel nového modelu JerAZ-762. Teoreticky byl v té době závod schopen vyrábět až 400 vozů ročně, do roku 1968 stoupla roční výroba na 1000 vozů. V červnu 1971 získal typ JerAZ-762 na výstavě v Moskvě ocenění, v září začala produkce vylepšené varianty JerAZ-762A. V roce 1980 dosáhla roční výrobní kapacita továrny v Jerevanu počtu 13 000 automobilů. V dubnu 1982 opustil továrnu 100 000. automobil. Do roku 1987 vzrostla roční produkce na 16 100 vozidel. Na přelomu 70. a 80. let 20. století továrna spolupracovala s polskou továrnou FSC v Lublinu. V roce 1986 byly automobily poprvé představeny v zahraničí – na Mezinárodním veletrhu v Poznani.
V období let 1974 až 1986 továrna JerAZ vyvíjela a testovala také elektromobily. K jejich sériové výrobě nikdy nedošlo.
V roce 1995 byl státní podnik privatizován a reorganizován na akciovou společnost. Kvůli nízké konkurenceschopnosti vyráběných vozidel ve srovnání se „západními“ vozy produkce i prodej dodávek JerAZ stále klesaly. Přesto byl představen nový typ JerAZ-3730. V listopadu 2002 na sebe musela společnost přes veškerou snahu podat návrh na konkurz. V roce 2004 byla továrna uzavřena. V dražbě získal jerevanský tovární areál výrobce ocelových lan.

## Modely

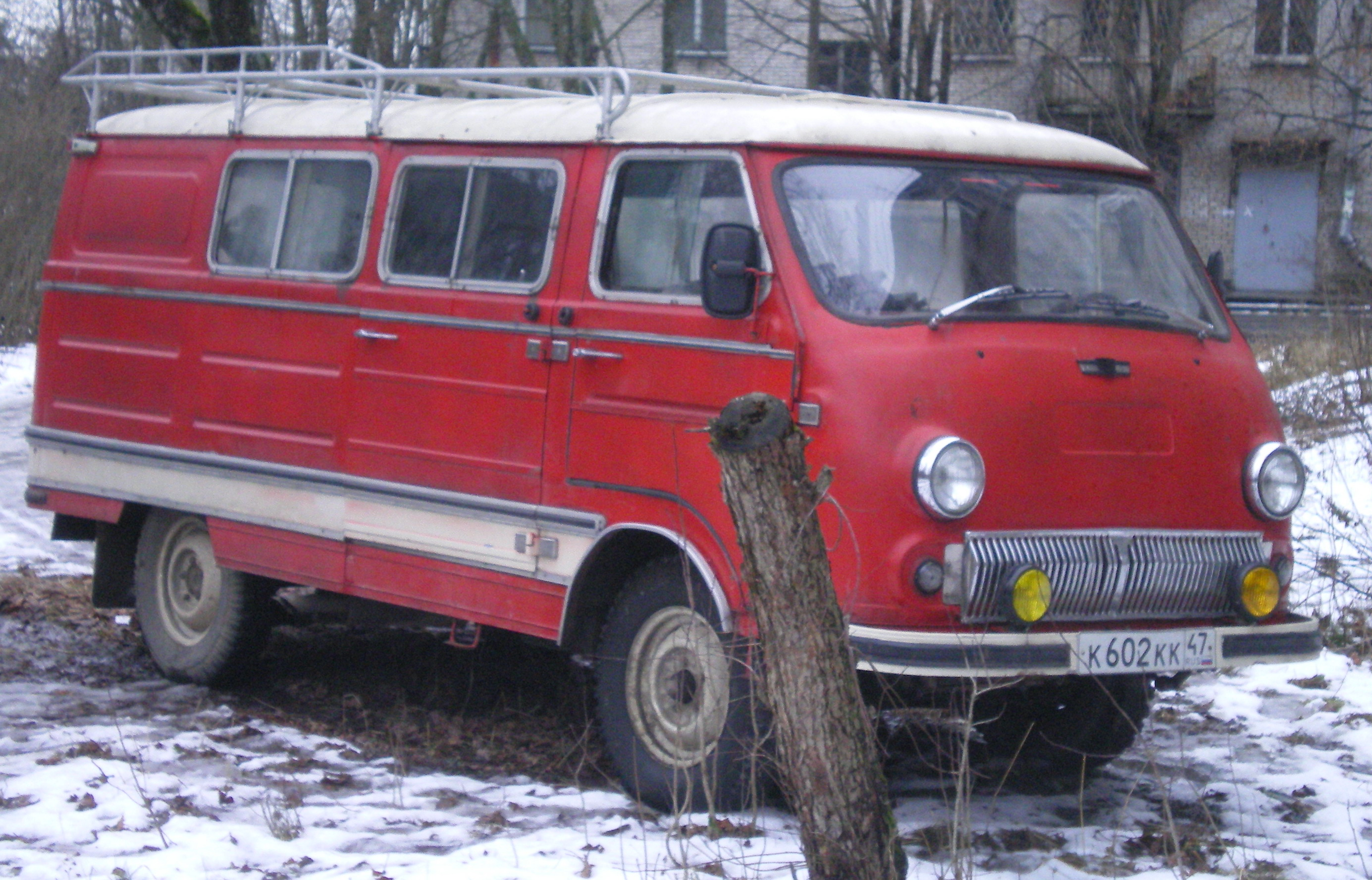
JerAZ-762VGP, kombinovaný automobil pro přepravu nákladu a osob. Maska není originální, pochází z vozu GAZ-24 Volha (2007)

Továrna JerAZ vyráběla tři rozdílné modely:
- JerAZ-762 – dodávka vyráběná v deseti různých verzích v letech 1966 až 1996.[5]
- JerAZ-3218 – minibus na základě vozu JerAZ-3730.
- JerAZ-3730 – dodávka, nástupce typu JerAZ-762, opticky podobný vozu JerAZ-3218.